# Banu l-Azaf
Banu l-Azaf o Banu l-Azafí, també anomenats azàfides, fou una dinastia local de Ceuta. Governaren la ciutat des de 1249, quan van assolir el poder, i van canviar la fidelitat de Ceuta als hàfsides en favor dels marínides de Fes.
Durant mig segle foren un poder local fidel, però Abu-Tàlib Abd-Al·lah ibn Muhàmmad ibn Azaf (a vegades Ibn Hafas) es va revoltar contra els marínides de Fes abans del 1305 (potser a finals del segle xiii) i es va aliar a Muhàmmad III al-Makhlú de Granada. El 13 de maig de 1306 forces granadines van desembarcar a Ceuta, van deposar Abd-Al·lah i el van enviar a Granada amb la seva família. Ceuta va passar a control directe del rei nassarita, però davant l'amenaça marínida el 20 de juliol de 1309 la ciutat es va sotmetre voluntàriament al sultà de Fes.
A la mort del sultà Abu-r-Rabí Sulayman ibn Yússuf el novembre de 1310, el seu successor Abu-Saïd Uthman (II) ibn Yaqub va autoritzar els Banu l-Azaf a retornar al poder nomenant governador a Abu-Zakariyyà Yahya ibn Abi-Tàlib Abd-Al·lah. El 1314 el fill del sultà, Abu-Alí, es va revoltar (novembre) i va obtenir per un temps el suport de quasi tot el regne, però fou derrotat; en resposta, el 1315 Abu-Zakariyyà Yahya ibn Abi-Tàlib Abd-Al·lah fou cridat a Fes i un altre Abu-Zakkariyyà Hayyan fou nomenat governador de Ceuta.
Va poder retornar el mateix any o a l'any següent però va haver de deixar el seu fill Muhàmmad com a ostatge. No va ser això obstacle, perquè el sultà marínida era un home pietós que difícilment prendria accions contra l'ostatge. No molt de temps després proclamava (1317) l'autonomia formant un govern local amb ell mateix i un consell de notables i va cridar com a cap militar el pretendent marínida Abu-l-Haqq ibn Uthman, que estava refugiat a Granada. Quan l'exèrcit marínida es va presentar a Ceuta, Yahya va oferir sotmetre's a canvi del seu fill, i el sultà va acceptar i va fer portar a Muhàmmad al seu campament, però allí, en un audaç cop de mà, un grup de soldats de Ceuta el van rescatar. Això el va deixar independent, perquè els marínides no podien conquerir la ciutat sense marina; però l'abril de 1319 va optar per sotmetre's i va pagar els tributs corresponents; el sultà el va confirmar com a governador de Ceuta.
Segons una font va morir el 1319, una altra dona el 1320/1322 i una tercera diu que era viu a Fes el 1322/1323. El cert és que el 1319 el va succeir el seu fill, que en algun moment es devia declarar autònom. El 1327/1328 les forces del sultà es van presentar a Ceuta; la resistència de Muhàmmad fou molt mal dirigida. Un cosí seu, Muhàmmad ibn Alí es va revoltar al front dels partidaris de sotmetre's (entre els quals cap notable) i va agafar el poder entregant als principals azàfides i sotmetent la ciutat als marínides, que van annexionar Ceuta. L'emir Muhàmmad fou exiliat a Granada el 1328 i més tard a Fes, on va morir el 1366. Fou el darrer azàfida.

## Llista d'emirs
- Abu-l-Qàssim Muhàmmad ibn Àhmad 1249-27 d'abril de 1279 (mort en 1279)
- Abu-Hàtim Àhmad ibn Muhàmmad 14 de maig de 1279- 3 de maig de 1280 (mort en 1316)
- Abu-Tàlib Abd-Al·lah ibn Muhàmmad 1278-1306 (mort en 1313)
- A Granada 13 de maig de 1306- 20 de juliol de 1309
- A Fes 20 de juliol de 1309- desembre 1310
- Abu-Zakariyyà Yahya ibn Abd-Al·lah desembre 1310-1315
- Abu-Zakkariyyà Hayyan 1315-1316
- Abu-Zakariyyà Yahya ibn Abd-Al·lah (segona vegada) desembre de 1316-22 de setembre de 1319 (mort en 1319?) o 1321/1322
- Abu-l-Qàssim Muhàmmad ibn Yahya 22 de setembre de 1319 o 1321/1322-1327 (mort en 1366)